# Dům U Zlatého zvonku
Dům U Zlatého zvonku, někdy také zvaný U Zlatého zvonečku, je dům čp. 11 na Starém Městě v Praze v ulici U Radnice č. 4. Stojí mezi domy U Zlatého bažanta a U Zlatotepců. Je chráněn jako kulturní památka České republiky.
Dnešní dům z doby kolem roku 1840 vznikl na románských a gotických základech částí původních dvou domů, v severní části stával poměrně velký dům, jižní část byla součástí románského dvorce, jehož centrum bylo na místě dnešního domu U Zlatého bažanta. Obě tyto části byly spojeny až v letech 1801 až 1802. Po roce 1939 byl dům opět výrazně upravován. Z původních domů se dochovaly pouze sklepy a obvodové zdi.